# Gryllopsis longicauda
Gryllopsis longicauda is een rechtvleugelig insect uit de familie krekels (Gryllidae). De wetenschappelijke naam van deze soort is voor het eerst geldig gepubliceerd in 1948 door Lucien Chopard.